# Vesterbrogade
Vesterbrogade est une des principales artères commerçantes de Copenhague, capitale du Danemark.

## Situation et accès
La Vesterbrogade relie la place Rådhuspladsen (place située devant l'Hôtel de Ville de Copenhague) au quartier de Vesterbro. Cette large artère est le prolongement de la principale rue piétonne de la capitale danoise, Strøget, à l'opposé de la place Rådhuspladsen. Vesterbrogade passe au-dessus des voies ferrées de la gare centrale de Copenhague, puis plus loin, longe la commune de Frederiksberg.

## Bâtiments remarquables et lieux de mémoire
- La colonne de la liberté (en danois : Frihedsstøtten) est un monument érigé en 1797 pour commémorer l'abolition du servage au Danemark en 1788.
- No 59 : le bâtiment était dans les années 1782 à 1787 celui de la Société royale de chasse, devenu maintenant, le musée de Copenhague. Le bâtiment de style classique est protégé depuis 1926.
- No 112 : en 1910, Lénine a vécu au 112a de la rue Vesterbrogade dans la famille Petersen, alors qu'il a participé au deuxième congrès de l'Internationale ouvrière qui a eu lieu du 28 août au 3 septembre 1910.
- No 135 : la plus ancienne maison de cette artère est la Sorte Hest (le cheval noir), qui fut édifiée au XVIIe siècle en auberge, puis en 1771 en relais de poste.

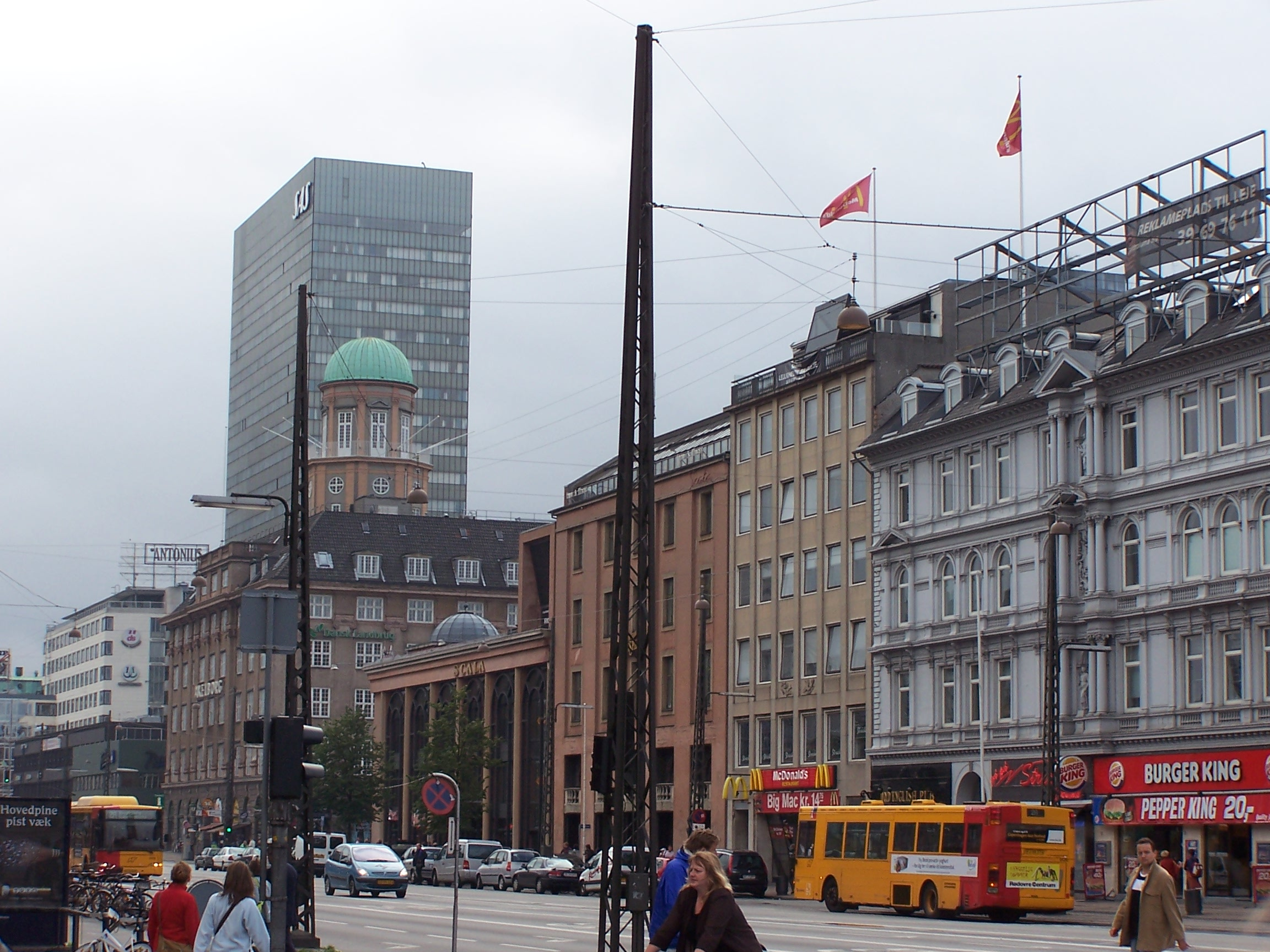
Vue en perspective de la Vesterbrogade.
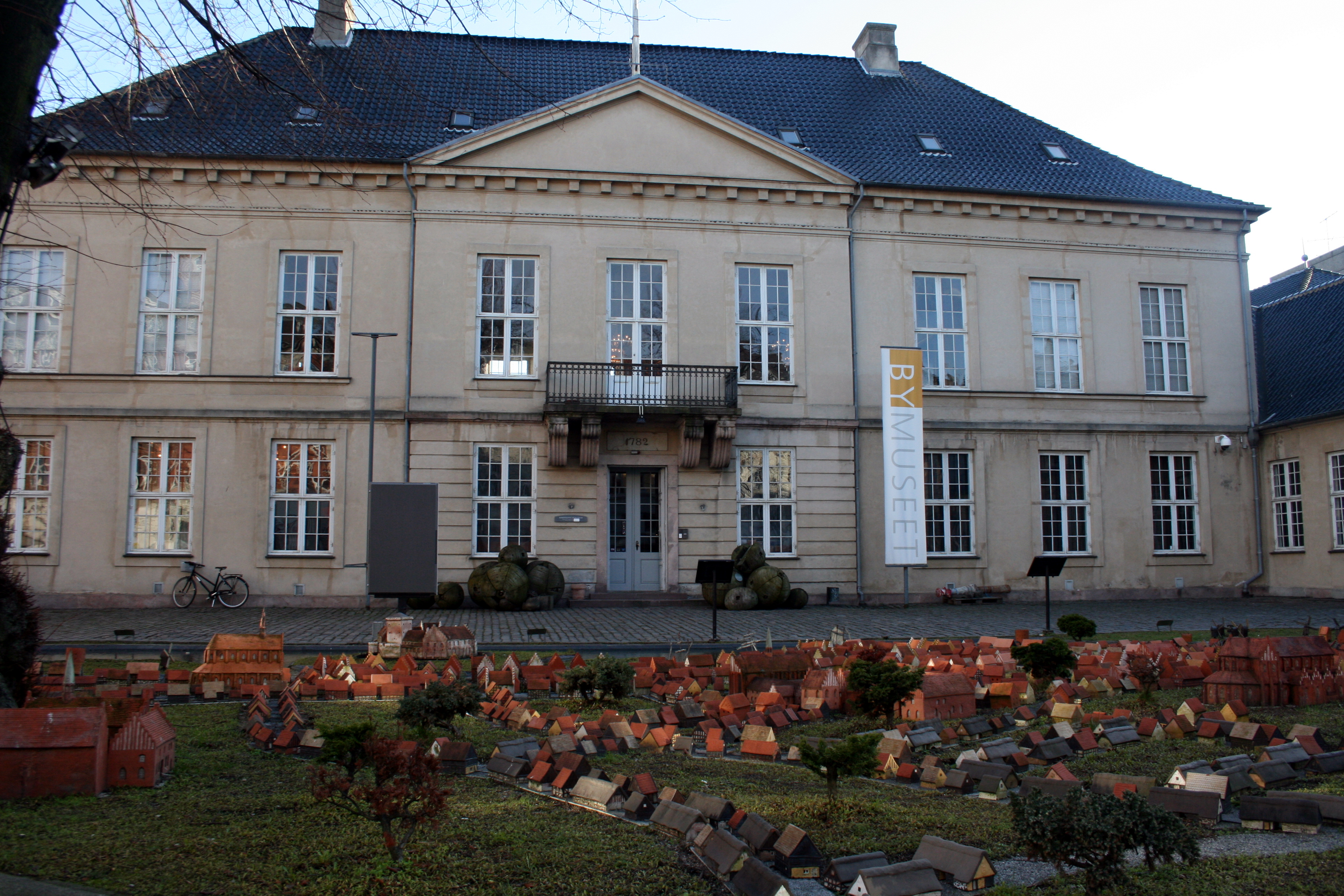
Le musée de Copenhague situé au 59 Vesterbrogade.
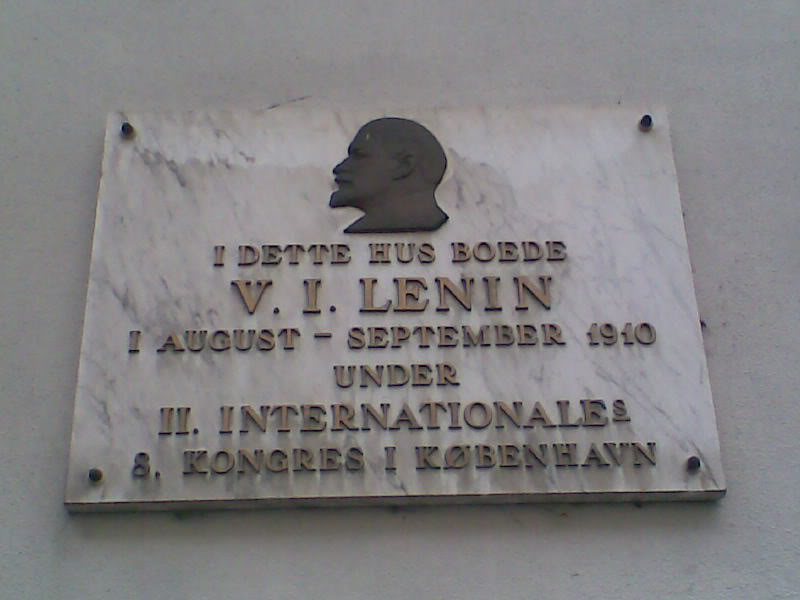
Au 112a Vesterbrogade, la plaque indiquant où Lénine résida en 1910.
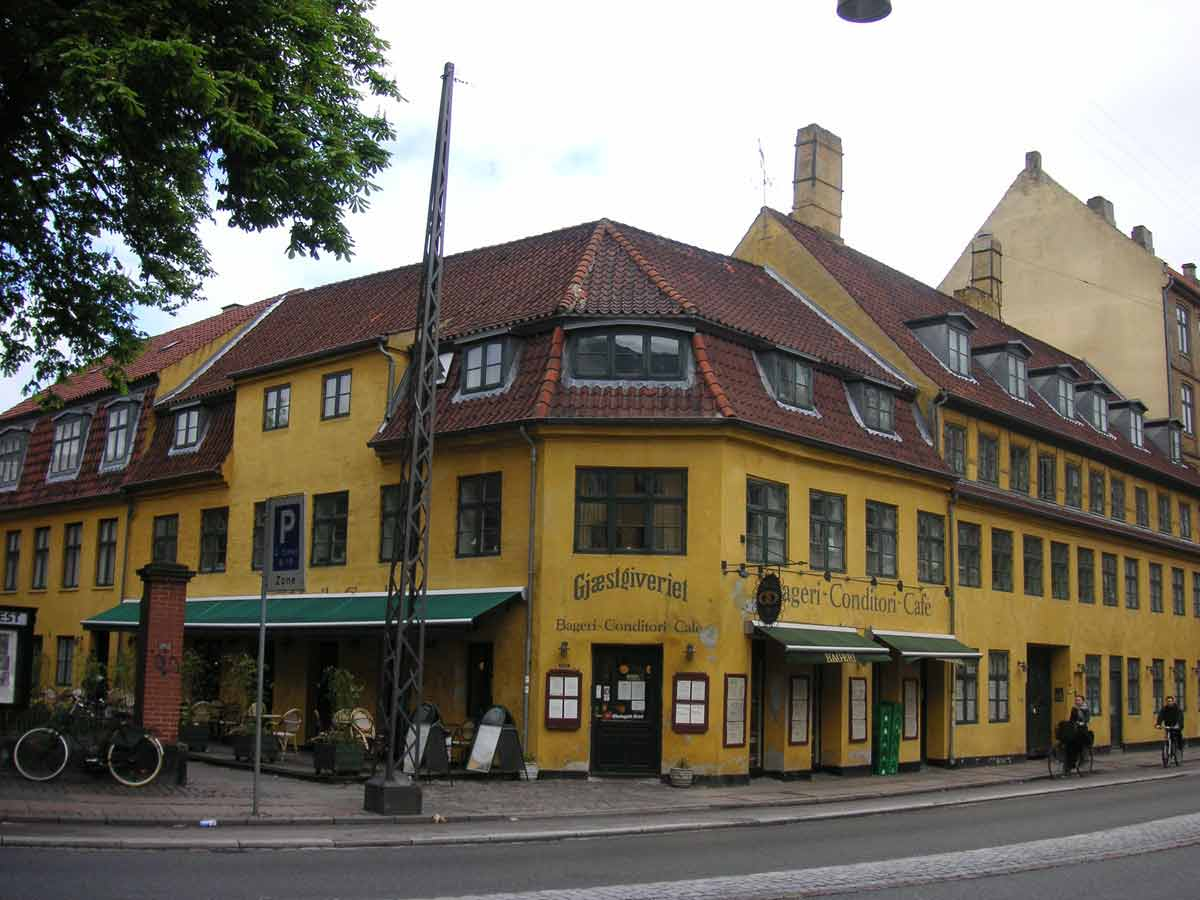
La plus ancienne maison sur Vesterbrogade, "Sorte Hest" (Le Cheval noir).